# Arroyo Grande de Arriba
Arroyo Grande de Arriba är en ort i Mexiko.   Den ligger i kommunen Angel R. Cabada och delstaten Veracruz, i den sydöstra delen av landet, 400 km öster om huvudstaden Mexico City. Arroyo Grande de Arriba ligger 191 meter över havet och antalet invånare är 251.
Terrängen runt Arroyo Grande de Arriba är kuperad åt sydost, men åt nordväst är den platt. Runt Arroyo Grande de Arriba är det ganska tätbefolkat, med 70 invånare per kvadratkilometer. Närmaste större samhälle är San Andres Tuxtla, 19,3 km sydost om Arroyo Grande de Arriba. Omgivningarna runt Arroyo Grande de Arriba är en mosaik av jordbruksmark och naturlig växtlighet.